# Municipio de San Pedro Ocopetatillo
El municipio de San Pedro Ocopetatillo es uno de los 570 municipios del estado mexicano de Oaxaca. Tiene 786 habitantes y está situado en el Distrito de Teotitlán.
El municipio colinda al norte con Santa Ana Ateixtlahuaca y San Lorenzo Cuaunecuiltitla; al sur con San Jerónimo Tecoátl; al este con Eloxochitlán de Flores Magón y al oeste con San Francisco Huehuetlán.

## Toponimia
El municipio recibe su nombre en honor a San Pedro Apóstol y se complementa con Ocopetatillo, haciendo referencia a un monte de helecho ocopetate que se ubica en la zona.

## Demografía
En 2020 la población del municipio fue 786 habitantes, siendo 55.7% mujeres y 44.3% hombres. El 27% de la población tiene 14 años o menos.
De este total, 669 personas hablan una lengua indígena, siendo un 85%. El mazateco es la lengua predominante en el municipio.